# دان براون (عداء مراثوني)
دان براون (بالإنجليزية: Dan Browne)‏ هو عداء مراثوني أمريكي، ولد في 24 يونيو 1975 في بورتلاند في الولايات المتحدة.

## وصلات خارجية
- دان براون على موقع الاتحاد الدولي لألعاب القوى (الإنجليزية)
- دان براون على موقع أوليمبيديا (الإنجليزية)